# Bednary (stacja kolejowa)
Bednary – stacja kolejowa w Bednarach, w województwie łódzkim, w Polsce. Znajduje się na linii kolejowej E 20 Berlin – Moskwa. Stacja została zmodernizowana w 1999 r.

## Ruch pasażerski[1]
| Rok  | Wymiana pasażerska na dobę |
| ---- | -------------------------- |
| 2017 | 200-299                    |
| 2018 | 200-299                    |
| 2019 | 300-499                    |
| 2020 | 200-299                    |
| 2021 | 200-299                    |
| 2022 | 300-499                    |
| 2023 | 300-499                    |

## Wypadki kolejowe
W 1994 r. doszło do wypadku kolejowego pociągu IC Lech, który uderzył w tył pociągu towarowego. Zginęła 1 osoba, ponad 50 zostało rannych.